# Eugène Rutten
Eugenius Gerardus Gabriël Maria (Eugène) Rutten (Maastricht, 9 juni 1920 – aldaar, 22 december 1990) was een Nederlands politicus van de KVP.
Hij werd geboren als zoon van Willem Rutten (1885-1944; docent) en Josephina Cornelia Antoinetta Lücker (1883-1955). Zelf is hij in 1948 afgestudeerd in de rechten aan de Katholieke Universiteit Nijmegen. Hij was daarna werkzaam bij het Economisch Technologisch Instituut Limburg (ETIL) voor hij in januari 1952 burgemeester werd van zowel de gemeente Vlodrop als van de gemeente Melick en Herkenbosch. Vanaf januari 1961 was hij burgemeester van Tegelen wat hij bleef tot september 1980 toen hem om gezondheidsredenen ontslag werd verleend. Eind 1990 overleed Rutten op 70-jarige leeftijd.